# Elesbaan

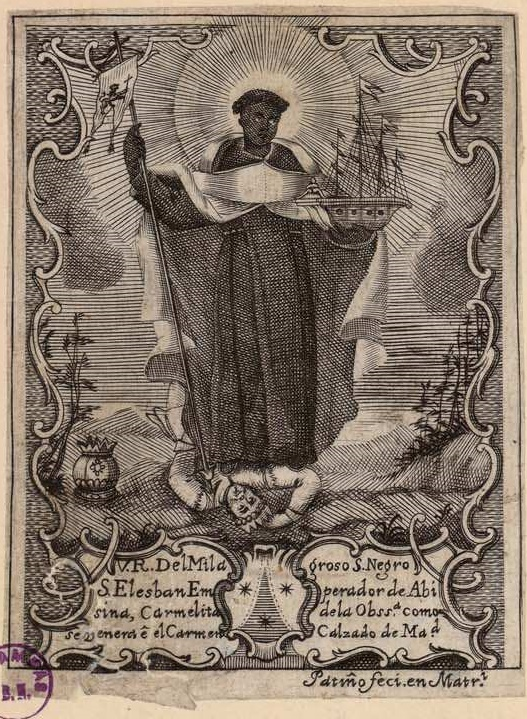
José Patiño: San Elesban, aguafuerte y buril. Inscripción: "V. R. Del Mila / groso S. Negro / S. Elesban Em / perador de Abi / sinia, Carmelita / de la Obss.ª como / se venera ê el Carmen / Calzado de Ma[dri]d". Biblioteca Nacional de España.

Kaleb  (c. 520), rey de Aksum, al que Procopio de Cesarea llama Ἑλλησθεαῖος, Hellestheaios, variante de su nombre de reinado, Ella Atsbeha o Ella Asbeha, deformado en Elesbaan, tiene la consideración de santo para los cristianos católicos y ortodoxos. 
Kaleb, cuyo nombre deriva del personaje bíblico Caleb, era hijo de Tazena y es mencionado en diversas monedas y en inscripciones dejadas en Aksum, así como en las fuentes hagiográficas etíopes y en las listas de reyes. En estas fuentes, él mismo se refiere como hijo de Tazena, reforzando su legítima sucesión en la línea real.

## Campañas militares y defensa del cristianismo
Según Procopio, celoso defensor de la religión cristiana, invadió el vecino reino de los homeritas, al sur de la península arábiga, al tener noticia de que en él, regido por judíos y paganos, los cristianos eran perseguidos. Tras dar muerte a su rey en la batalla puso en el trono a un homerita cristiano, Esimiphaios (Sumuafa 'Ashawa'), quien no tardaría en ser destronado por Abraha, a quien Procopio llama Abraham. 
La campaña de Kaleb en Himyar no solo demostró su compromiso con la protección y expansión del cristianismo, sino también su interés en consolidar la influencia política y militar de Axum en la Arabia meridional. Controlar el sur de Arabia era estratégico para mantener el dominio axumita en las rutas comerciales del mar Rojo y asegurar el acceso a importantes mercados. La intervención de Kaleb es vista por historiadores como un episodio clave en la historia de la expansión cristiana en el Cuerno de África y la Península arábiga, reforzando la posición de Axum como una potencia regional y un defensor de la fe en una época de conflictos religiosos y geopolíticos.
La intervención militar de Kaleb y sus efectos en Himyar dejaron un legado duradero en las relaciones entre el Reino de Axum y la Península arábiga, consolidando a Kaleb como una figura histórica clave en la defensa de los cristianos de la región.
Según la tradición, tras abdicar del trono envió su corona a Jerusalén y se entregó a la vida eremítica, por lo que los carmelitas lo tendrán por uno de los suyos. La Iglesia católica celebra su fiesta el 27 de octubre, según el Martirologio romano, el 24 de octubre las iglesias ortodoxas.

## Iconografía
La leyenda de san Elesbaan la narra por extenso el padre Francisco Colmenero, doctor en Sagrada Teología, examinador sinodal de los obispos de Valladolid y Barbastro y misionero apostólico en El Carmelo ilustrado, con favores de la Reyna de los Ángeles, volumen impreso en Valladolid, en la imprenta de Atanasio y Antonio Figueroa, en 1754.
Iconográficamente aparece con frecuencia asociado a la también africana santa Ifigenia y, en el Sermón panegírico-histórico en la solemne colocación de los dos santos negros carmelitas, que con motivo de la colocación de sus imágenes en un altar del convento de Carmelitas Calzados de Ávila predicó su prior, fray José de Navia, en 1752, se le identifica con el mítico Preste Juan.